# جمیل‌آباد (ساوه)
جمیل‌آباد یک روستا در ایران است که در دهستان بیات واقع شده است.